# Третьяков Валерій Михайлович

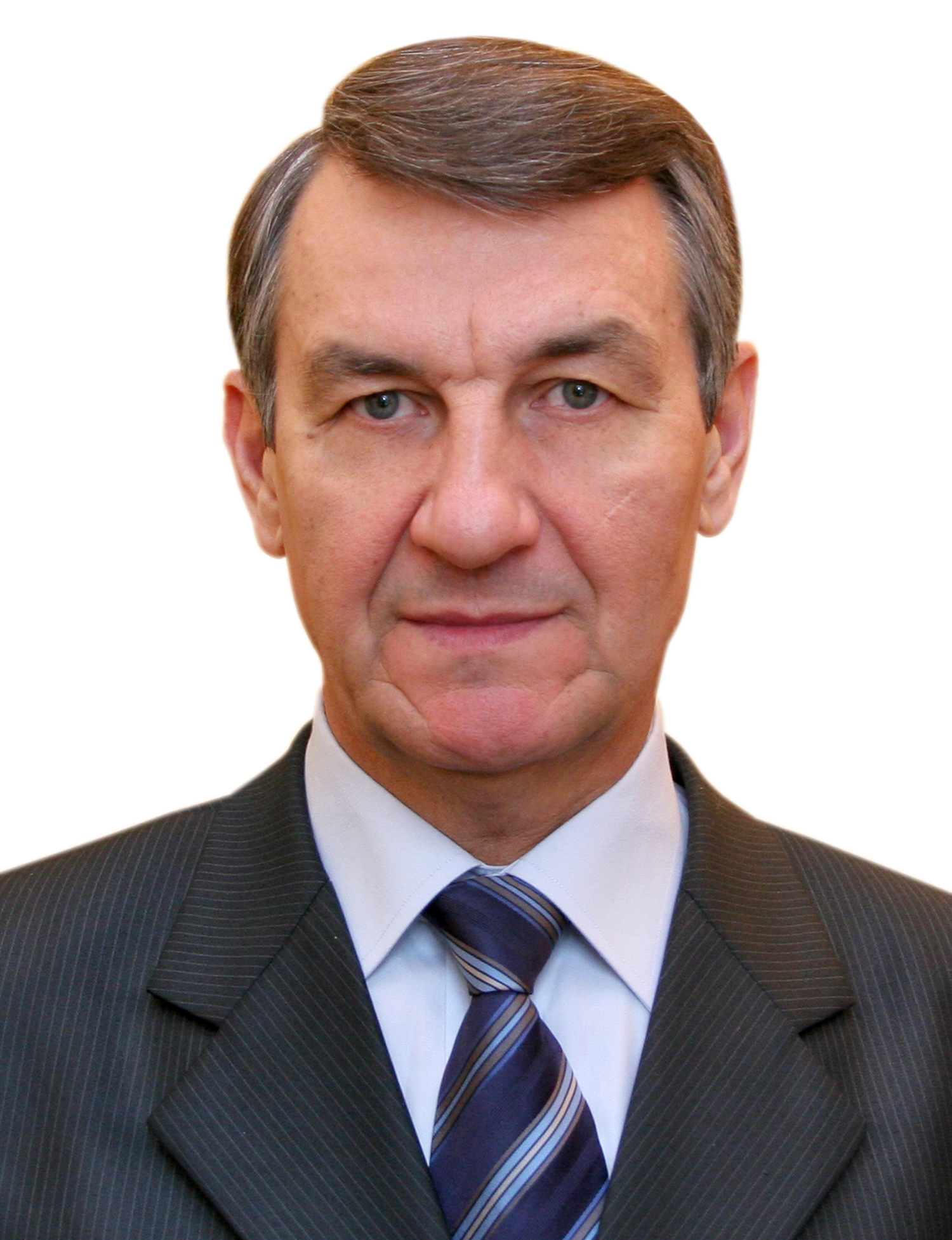
Третьяков Валерій Михайлович

Третьяков Валерій Михайлович — заслужений працівник промисловості України, голова Херсонської обласної ради (1996—2002). Лауреат Державної премії СРСР у галузі науки і техніки.

## Життєпис
Народився 10 лютого 1948 року у Херсоні. Середню спеціальну освіту здобув у Херсонському машинобудівному технікумі. У 1967–1969 рр. служив у Збройних силах. Трудовий шлях розпочав на херсонському ВО «Дніпро» у 1969 року. Тут пройшов шлях від наладчика до начальника цеху. Професійному зростанню Валерія Михайловича у значній мірі сприяло навчання у Київському політехнічному інституті, де упродовж 1970–1976 рр. він отримав фах інженера електронної техніки. Отримані у виші знання стали гарним підґрунтям для розгортання винахідницької діяльності: має 28 авторських прав на винаходи, є Заслуженим винахідником СРСР[джерело?].
У 1982–1989 рр. — директор Скадовського заводу напівпровідникових приладів. У 1989–1993 рр. — генеральний директор ВО «Бригантина».
У 1994–1996 рр. — перший заступник голови Херсонської обласної ради. У 1996–2002 рр. — голова Херсонської обласної ради. У роботі завжди дотримувався демократичного стилю керівництва та виступав за децентралізацію влади. В часи, коли в керівництві області були виключно вихідці з лав КПРС, першим відстоював ринкові засади в економіці, сучасні демократичні принципи розвитку держави. Був постійним опонентом запровадженої у середині 1990-х конституційної реформи Президента України Леоніда Кучми. Виступав проти створення державних адміністрацій обласного та районного рівнів на заміну діючих на той час виконкомів відповідних рад, а також не сприймав призначення голів облдержадміністрацій Указом Президента на заміну прямого волевиявлення народу — виборів губернаторів областей.
У другій половині 1990-х за сприяння голови облради В. М. Третьякова у Херсонську область зайшли перші іноземні інвестиції, запрацював Херсонський нафтопереробний завод, була створена знана на весь світ компанія «Чумак», з'явилася та розбудовувалася мережа мобільного зв'язку.
У 2003 році перейшов в опозицію до діючої влади, очолив передвиборчий штаб кандидата в Президенти України Віктора Ющенка в Херсонській області, стояв у витоків створення громадської організації «Наша Україна», а потім й політичної партії "Народний Союз «Наша Україна». У 2004 році був одним з організаторів Херсонського майдану — місцевого прояву Помаранчевої революції. Підтримував київський Майдан, був організатором поїздок херсонських активістів для участі у мирній Помаранчевій революції. За результатами виборів Президента України 2004 року Віктор Ющенко в єдиній з південно-східних областей — Херсонській — не програв, а в окрузі № 183 (Комсомольський та Білозерський райони), де довіреною особою майбутнього Президента був Валерій Михайлович Третьяков, Віктор Ющенко отримав впевнену перемогу.
Валерій Михайлович Третьяков — досвідчений промисловець, активний громадський діяч і політик, розважливий, мудрий керівник. У 2005–2006 рр. працював заступником Міністра промислової політики України. Державний службовець 1-го рангу. Дбаючи про сталий розвиток держави, Валерій Михайлович виступав за підвищення технологічного рівня українських підприємств завдяки впровадженню в практику наукових розробок як вітчизняних так і зарубіжних вчених. У 2006 році виробництво автомобілів в Україні, яке в Міністерстві промполітики курував В. М. Третьяков, вийшло на найвищій рівень за всі роки незалежності України.
Протягом 2008–2010 рр. обіймав посаду заступника Міністра з надзвичайних ситуацій. Головним завданням у роботі Міністерства вважав попередження НС і саме на цьому зосередив увесь свій досвід. Завдяки заходам, упровадженим у діяльність відомства з ініціативи В. М. Третьякова кількість надзвичайних ситуацій зменшилась на 20%. Так, після організованої ним перевірки технічного стану Андріївської церкви в Києві було проведено роботи з укріплення фундаменту цієї пам'ятки архітектури і збережено її для нащадків. У період будівництва НСК «Олімпійський» був членом ради експертів із проектування стадіону, розробляв системи безпеки.
Як заступник Міністра МНС Валерій Третьяков представляв Україну в НАТО. За його участі було укладено і підписано кілька угод про співпрацю нашої держави з Північноатлантичним блоком із питань розв'язання надзвичайних ситуацій.
З 2010 року Валерій Михайлович на пенсії, але не відпочиває. Майстер спорту СРСР з гандболу, він віддає свої знання та досвід улюбленій грі. Очолює Федерацію гандболу України, є членом НОК. Збірні команди України з гандболу та клуби беруть участь у всіх змаганнях, які проводяться під егідою Міжнародної та Європейської федерацій гандболу.
Лауреат Державної премії СРСР у галузі науки і техніки. Нагороджений орденом «Знак Пошани», Почесною грамотою Верховної Ради України, іншими державними та громадськими нагородами. Академік інженерної Академії України.

## Особисте життя
У вільний час Валерій Михайлович займається туризмом, багато подорожує, з інтересом вивчає культуру народів світу, життя і побут населення інших держав.
Одружений, має доньку та двох онуків.
Валерій Михайлович Третьяков — інженер, винахідник, державний та громадський діяч, спортсмен.
Поєднувати такі різні види діяльності йому допомагає життєве кредо: «Хто йде, той дорогу здолає».